# ホメイニー廟
ホメイニー廟（ホメイニーびょう、ペルシア語:آرامگاه روح‌الله خمینی、英語: Mausoleum of Khomeini）は、イランのテヘランの南方にあるベヘシュテ・ザフラー墓地で現在も建設中の、ホメイニ師で知られるルーホッラー・ホメイニーの墓廟である。1995年に死去した2番目の息子のアフマド・ホメイニーも収容されている。
建築はホメイニ師が死去した1989年6月3日に開始された。